# تپه اطراف شهر سوخته ۲۴۵
تپه اطراف شهر سوخته ۲۴۵ مربوط به هزاره سوم قبل از میلاد است و در شهرستان زابل، بخش شیب آب، دهستان لوتک، ۱۷/۲ک متری جنوب غرب پایگاه باستان‌شناسی شهر سوخته واقع شده و این اثر در تاریخ ۲۰ اسفند ۱۳۸۵ با شمارهٔ ثبت ۱۸۰۵۳ به‌عنوان یکی از آثار ملی ایران به ثبت رسیده است.